# Вирвилис, Эдуард
Эдуард Вирвилис (англ. Edward Virvilis; 31 июля 1912 — март 1985) — греческий футбольный тренер и спортивный функционер. Первый тренер сборной Эфиопии по футболу.

## Биография
Эдуард Вирвилис родился 31 июля 1912 года.
По состоянию на 1946 год жил в Эфиопии, был автором экономических публикаций.
В 1950 году возглавил сборную Эфиопии по футболу, став первым тренером в её истории. В тот период выступления эфиопов ограничивались товарищескими матчами с национальными и клубными командами. Среди соперников этого периода были шведский «Норрчёпинг» и греческий «Паниониос». В 1952 году сборная Эфиопии провела турне по Европе. Занимал пост до 1954 года.
Впоследствии стал генеральным секретарём Эфиопской национальной спортивной конфедерации. Благодаря работе Вирвилиса в 1954 году Эфиопская конфедерация вступила в Международный олимпийский комитет и сборная Эфиопии в 1956 году дебютировала на летних Олимпийских играх в Мельбурне.
Умер в марте 1985 года.